# Yoshikazu Norota
Yoshikazu Norota (jap. 野呂田 義一, Norota Yoshikazu; * 9. März 1972 in Otaru, Hokkaidō) ist ein ehemaliger japanischer Skispringer.
Am 1. Dezember 1992 gab Norota sein Debüt im Skisprung-Weltcup beim Springen im kanadischen Thunder Bay. Da er bei seinen ersten Springen nicht viel Erfolg hatte, sprang er ab 1993 hauptsächlich im Continental Cup und wurde anfangs nur noch bei japanischen Weltcup-Springen im Rahmen der Nationalen Gruppe eingesetzt. In Sapporo konnte er dabei am 22. Januar 1994 erstmals in die Punkteränge springen. Dies gelang ihm in den folgenden Jahren noch mehrfach, so dass er ab 1998 auch wieder bei nicht-japanischen Weltcup-Springen eingesetzt wurde. Dabei erreichte er am 11. Januar 1998 in Ramsau am Dachstein mit Platz 5 das beste Einzelresultat seiner Karriere. Norota konnte jedoch im Weltcup trotz mehrere Punktegewinne nicht mehr Fuß fassen und sprang am 14. März 1999 in Oslo sein letztes Weltcup-Springen. Anschließend war er noch drei Jahre im Continental Cup aktiv, bevor er 2002 seine Karriere beendete.